# برمواستون
برمواستون (به انگلیسی: Bromoacetone) یک ترکیب شیمیایی با شناسه پاب‌کم ۱۱۷۱۵ است. شکل ظاهری این ترکیب، گاز اشک‌آور بی‌رنگ است.